# Abd al-Karim an-Nafti
Abd al-Karim an-Nafti, Abdelkarim Nafti (ur. 3 sierpnia 1981 w Safakis) – tunezyjski piłkarz grający na pozycji pomocnika. Od lata 2013 roku jest zawodnikiem klubu Valletta FC.

## Kariera klubowa
Abd al-Karim an-Nafti poważną karierę piłkarską rozpoczął w klubie Club Sportif Sfaxien, w którym występował, z krótką przerwą w 2008 roku na grę w An-Nassr, aż do 2010 roku. Następnymi zespołami, w których grał były Al-Merreikh i Club Africain Tunis. Latem 2013 roku po raz pierwszy trafił do Europy. Został graczem maltańskiego klubu Valletta FC.

## Kariera reprezentacyjna
W reprezentacji Tunezji zadebiutował w 2006 roku.

## Sukcesy
Club Sportif Sfaxien
- mistrzostwo Tunezji: 2005
- Puchar Tunezji: 2004, 2009
- Puchar Ligi Tunezyjskiej: 2003
- Afrykański Puchar Konfederacji: 2007
- Północnoafrykański Puchar Zdobywców Pucharów: 2009
- Arabska Liga Mistrzów: 2004

Al Merreikh
- Mistrzostwo Sudanu: 2011
- Puchar Sudanu: 2010